# Echipa națională de rugby a Scoției
Echipa națională de rugby a Scoției reprezintă Scoția în meciurile internaționale de rugby, Scoția fiind una dintre națiunile majore din rugby-ul internațional. Este poreclită Naționala florii de ciulin, deoarece are ca simbol floarea de ciulin.
Scoția participă anual împreună cu echipele naționale de rugby ale Angliei, Franței, Irlandei, Italiei și a Țării Galilor la Turneul celor Șase Națiuni, principala competiție anuală de rugbi internațional din emisfera de nord. Scoția este una dintre echipele fondatoare ale turneului în anul 1883. Până în anul 2007 Scoția a câștigat 14 de ediții ale turneului, reușint să realizeze 3 Grand-slam-uri. A participat la toate edițiile Campionatului Mondial de Rugby ajungând până în faza semifinalelor la ediția din anul 1991.